# Metropolitan National Bank Tower
Metropolitan National Bank Tower je nejvyšší budova ve státě Arkansas, která stojí ve městě Little Rock. Má 40 pater a výšku 167 m. Výstavba probíhala v letech 1984 – 1986 a náklady byly 72 milionů dolarů. Po ukončení stavebních prací se budova jmenovala Capitol Tower.